# Наукове товариство
Науко́ве товари́ство — товариство, яке об'єднує фахівців з певної наукової дисципліни (гуманітарної, природничої, технічної). Діяльність товариства зазвичай поширюється на певний регіон, державу або мовний чи культурний простір. Наукове товариство може мати інтернаціональний характер, об'єднуючи фахівців з різних країн.
Перші наукові товариства виникли в XIX столітті з метою представляти певну наукову дисципліну, обговорювати актуальні теми досліджень, публікувати фаховий часопис та окремі наукові видання, присуджувати премії в своїй галузі. У середині XX століття виникло дуже багато нових наукових товариств, що було пов'язано з подальшою спеціалізацією науки та зростаючою потребою в науковому спілкуванні.
Як правило, наукові товариства регулярно проводять міжнародні конференції чи конгреси, що є важливими форумами наукової комунікації.

## Наукові товариства в Україні
В Україні термін наукове товариство вживається в ширшому сенсі, ніж на Заході, де зазвичай розрізняють суто фахові товариства та товариства популяризації науки. Показовим тут є визнечення Енциклопедії українознавства:
|  | Наукові товариства — об'єднання вчених, фахівців і осіб, зацікавлених в розвитку окремих ділянок науки з метою організації наукових дослідів, публікації наукових праць та поширення наукових знань серед населення. |

Перші наукові товариства з'явилися в Україні в першій половині XIX століття: Одеське товариство історії й старовини (1839), Київське медичне товариство (1840), Одеське медичне товариство (1849).
В останні десятиліття XIX століття та на початку XX століття було засновано багато нових наукових товариств переважно історичного та філологічного спрямування. Серед історико-філологічних товариств в Україні можна згадати насамперед Церковно-археологічне товариство при Київській Духовній академії (1872), Історичне товариство Нестора Літописця (1873—1932) при Київському університеті, Історико-філологічне товариство при Харківському університеті (1877—1919), Історико-філологічне товариство при Імператорському Новоросійському університеті (1889—1917), Історико-філологічне товариство при Ніжинському історико-філологічному інституті (1894—1920).
В середовищі правників було утворено Київське правниче товариство (1877—1919) та Українське правниче товариство у Львові.
Було засновано багато товариств Дослідників природи: при Київському (1869), Харківському (1869), Одеському (1870) університетах; Польське товариство природників імені Миколи Коперніка у Львові (1886), Подільське товариство природознавців і любителів природи (1910), Кримське товариство природознавців (1910).
Окрім спеціалізованих з'явилися наукові товариства широкого обсягу: НТШ (1873) та Українське наукове товариство в Києві (1907).
Розвиткові науки в Україні сприяли також центральні російські наукові товариства або їхні філії. Так, наприклад, Воєнно-історичне товариство в Петербурзі (1907) мало філії в Києві та Одесі. Важливим осередком науки був Південно-Західний відділ Російського географічного товариства.
Після 1917 року більшість наукових товариств діяла при університетах та в системі Української академії наук в Києві та інших містах. У середині 30-х років XX століття усі наукові товариства при ВУАН і поза нею були ліквідовані радянською владою. У 1939—1940 та в 1945 році та сама доля спіткала всі наукові товариства Західної України.
За радянського часу в УРСР існували лише відділи відповідних всесоюзних наукових товариств.
На еміграції у 1918—1945 роках найбільше наукових товариств існувало в Чехословаччині. Після 1945 року в діаспорі окрім НТШ та УВАН діяли науково-богословські товариства українських православних церков у США та Канаді, Українське генеалогічно-геральдичне товариство та Українське історичне товариство у США, католицьке Українське богословське наукове товариство в Римі.
Зі здобуттям Україною незалежності колишні філії всесоюзних товариств усамостійнилися (пор. Товариство «Знання» України), окрім того виникло дуже багато нових галузевих товариств (напр. Українське товариство нейронаук).

## Приклади українських наукових товариств
- Наукове товариство імені Шевченка (1873)
- Археологічне товариство (1876)
- Товариство наукових викладів імені Петра Могили (1908)
- Харківське наукове товариство (1924)
- Українське Науково-Технічне Товариство (1928)

## Приклади міжнародних наукових товариств
- International Mathematical Society та European Mathematical Society (1920/90)
- Міжнародний астрономічний союз (1919)
- IUPAC
- International Union of Pure and Applied Physics
- European Physical Society (1968)
- International Union of Geodesy and Geophysics
- Міжнародний союз геологічних наук
- International Union of Soil Sciences (1924)
- International Association of Geodesy
- International Society for Photogrammetry and Remote Sensing
- International Union of Biological Sciences (1919)
- International Union of Biochemistry and Molecular Biology
- Econometric Society (1930)
- International Union of Psychological Science (1948)
- Scientific Committee on Antarctic Research (1958).